# Pachylobus edulis
Pachylobus edulis G.Don, 1832 è una specie tropicale appartenente alla famiglia delle Burseracee. 
È coltivata per i frutti e per olio in Africa nelle zone equatoriali, tropicali (umide e montane).

## Descrizione
Pachylobus edulis è un albero resinoso di media grandezza (da 10 a 20 m di altezza).
Le foglie sono imparipennate con 5-12 paia di foglioline portate alterne o talvolta opposte. La faccia superiore è glabra e lucida la inferiore pubescente per peli semplici.
I fiori sono raggruppati in infiorescenze unisessuali o miste. Le infiorescenze femminili sono brune e lunghe da 5 a 20 cm; quelle maschili molto più lunghe (40 cm) di colore giallo.
I fiori sono formati da un calice dialipetalo di 3-4 pezzi e da una corolla anch'essa dialipetala di 2-4 pezzi. L'androceo è formato da 6 stami lunghi circa 3 mm con antere basifisse, il polline è agglutinato.
Il frutto è una drupa ovoidale morfologicamente variabile con epicarpo ceroso, mesocaropo oleoso bianco o rosato e endocarpo sottile.
L'impollinazione è zoogama.

## Distribuzione e habitat
Questa specie è originaria dell'Africa tropicale (Angola, Camerun, Repubblica Centrafricana, Repubblica del Congo, Guinea Equatoriale, Gabon, Nigeria, Zambia, Zaire). 
Grazie alla sua elevata plasticità ecologica la specie può colonizzare spontaneamente tutti gli habitat di foresta primaria.
Per quanto riguarda la sua coltivazione le condizioni ideali sono una piovosità annua tra 1 500 e 2500 mm, una temperatura tra 23 e 25 °C, suoli ferrosi e ceneri vulcaniche evolute.

## Usi
- La polpa dei frutti viene consumata, previa cottura, dalle popolazioni dell'Africa centrale.
- L'olio che si estrae dai frutti viene utilizzato nelle industrie cosmetiche e può rappresentare una potenziale fonte di biodiesel[2]
- La polvere ricavata dalla scorza viene utilizzata in Gabon come cicatrizzante.